# Titans of Creation
Titans of Creation ist das zwölfte Studioalbum der Bay-Area-Thrash-Metal-Band Testament. Es erschien am 3. April 2020 bei Nuclear Blast.

## Entstehung und Stil
Das Album wurde erneut mit Juan Urteaga in den Trident Studios in Pacheco aufgenommen; allerdings fungierte Urteaga dieses Mal als Co-Produzent, Produzenten waren wie beim Vorgänger Brotherhood of the Snake Sänger Chuck Billy und Gitarrist Eric Peterson. Abgemischt und gemastert wurde die Platte von Andy Sneap. Erneut setzt die Band auf kompromisslosen, aber meist melodischen Thrash Metal.
Erstmals sprach Billy im März 2017 von einem neuen Album und gab bekannt, dass die Band begonnen habe, neues Material zu schreiben. Billy äußerte auch die Hoffnung, dass das Album 2018 veröffentlicht wird und erklärte: „Wir dachten, wir würden nach zwei Jahren eine Platte herausbringen; es wurden vier, weil der Prozess nunmal ... Ich weiß nicht, was passiert ist, aber es dauerte ewig.“ Die Band plante, bereits auf Tour Ideen zu sammeln. Im Dezember 2017 bekräftigte Billy, dass Testament mit der Arbeit an ihrem neuen Studioalbum beginnen würden, nachdem sie im August 2018 ihre Tour zu Brotherhood of the Snake beendet hätten, in der Hoffnung, die Vier-Jahres-Abstände zwischen ihren letzten drei Alben nicht zu wiederholen. Geplant war, die Platte 2019 zu veröffentlichen.
Diesen Plan bestätigte Gitarrist Eric Peterson im Februar 2018, jedoch sei auch Testaments Teilnahme an der Abschiedstour von Slayer dazwischengekommen. Im Mai 2018 hielt Chuck Billy trotz der Tour an der Planung fest: „Wir wollen 2019 ein neues Album veröffentlichen, also müssen wir bald anfangen.“ Einen Monat später sagte Billy jedoch: „Das Ziel ist es, hoffentlich bis Januar ins Studio zu kommen und hoffentlich bis April [2019] eine Platte herauszubringen.“ Wenig später war von Sommer 2019 die Rede; zudem wurde Andy Sneap als Mixer genannt.
Im Februar 2019 gab Billy in den sozialen Medien bekannt, dass die Arbeit am neuen Album im Gange war; die Vorproduktion wurde im Mai 2019 begonnen. Schlagzeuger Gene Hoglan sprach im Juni 2019 davon, dass die Band das Album für eine Veröffentlichung im Jahr 2019 oder Anfang 2020 terminiert hatte. Eric Peterson sprach von Januar 2020. Offenbar nach weiteren Verzögerungen kündigte Billy in einem Interview am 16. Januar 2020 schließlich an, dass das damals noch unbenannte Album am 3. April veröffentlicht werden würde. Wenig später wurde der Titel Titans of Creation bekanntgegeben.

## Titelliste
| Nr.          | Titel                      | Text                                  | Musik         | Länge |
| ------------ | -------------------------- | ------------------------------------- | ------------- | ----- |
| 1.           | Children of the Next Level | Chuck Billy, Del James                | Eric Peterson | 6:13  |
| 2.           | WWIII                      | Chuck Billy, Del James                | Eric Peterson | 4:48  |
| 3.           | Dream Deceiver             | Chuck Billy, Del James                | Eric Peterson | 4:58  |
| 4.           | Night of the Witch         | Chuck Billy, Eric Peterson, Del James | Eric Peterson | 6:32  |
| 5.           | City of Angels             | Chuck Billy, Del James                | Eric Peterson | 6:43  |
| 6.           | Ishtar’s Gate              | Chuck Billy, Del James                | Eric Peterson | 5:09  |
| 7.           | Symptoms                   | Alex Skolnick                         | Alex Skolnick | 4:37  |
| 8.           | False Prophet              | Chuck Billy, Steve „Zetro“" Souza     | Eric Peterson | 4:54  |
| 9.           | The Healers                | Chuck Billy, Del James                | Eric Peterson | 4:23  |
| 10.          | Code of Hammurabi          | Chuck Billy, Alex Skolnick, Del James | Alex Skolnick | 4:52  |
| 11.          | Curse of Osiris            | Chuck Billy, Del James                | Eric Peterson | 3:24  |
| 12.          | Catacombs                  | Instrumental                          | Eric Peterson | 2:01  |
| Gesamtlänge: | Gesamtlänge:               | Gesamtlänge:                          | Gesamtlänge:  | 58:34 |

## Rezeption

### Rezensionen
Die Rezensionen des Albums fielen überwiegend positiv aus. So erhielt es bei Metacritic eine durchschnittliche Bewertung von 83 von 100 basierend auf fünf Kritiken.

### Charts und Chartplatzierungen
Das Album erreichte Platz drei in Deutschland und Platz sieben in den Schweizer Charts – womit es das höchstplatzierte Album der Band in beiden Ländern ist – und Platz 96 in den Billboard 200 in den USA.
| ChartsChartplatzierungen       | Höchstplatzierung | Wochen |
| ------------------------------ | ----------------- | ------ |
| Deutschland (GfK)              | 3 (7 Wo.)         | 7      |
| Österreich (Ö3)                | 25 (1 Wo.)        | 1      |
| Schweiz (IFPI)                 | 7 (5 Wo.)         | 5      |
| Vereinigte Staaten (Billboard) | 96 (1 Wo.)        | 1      |